# Alexander Fleming
Sir Alexander Fleming (n. 6 august 1881, East Ayrshire, Scoția, Regatul Unit al Marii Britanii și Irlandei – d. 11 martie 1955, Londra, Anglia, Regatul Unit) a fost un bacteriolog scoțian, laureat al Premiului Nobel pentru Fiziologie și Medicină pe anul 1945 împreună cu Ernst Boris Chain și Sir Howard Walter Florey. În anul 1928 a descoperit penicilina produsă de mucegaiul Penicillium notatum.
Cercetările au fost reluate în 1939 de un colectiv de la Oxford. În 1940, Fleming, doi biochimiști englezi - Ernest Boris Chain și Norman George Heatley - și un medic australian - Howard Walter Florey - au izolat și preparat în stare purificată și concentrată penicilina, una dintre marile realizări ale omenirii. A avut lucrări privind lizozimul, o enzimă bacteriolitică din țesuturi și secreții.

## Biografie
Alexander Fleming s-a născut pe 6 august 1881 în satul scoțian Lochfield. Părinții lui, Hugh Fleming și Grace Morton Fleming erau agricultori modești.
De la 14 ani, Fleming locuiește în Londra și obține premiul "Polytechnic School of Regent Street". Din 1901, cu ajutorul unei mici moșteniri primite de la un unchi de-al său, studiază medicina la "St. Mary's Hospital Medical School" din Paddington. Fleming termină studiile cu rezultate deosebite în anul 1906, iar doi ani mai târziu obține „Medalia Cheadley” pentru lucrarea „Infecția bacteriană acută”. În 1909 primește diploma de medic specialist în chirurgie
A fost căsătorit de două ori, având un fiu cu prima soție, Sarah McElroy. Cea de-a doua soție, Amalia Voureka Coutsouris, bacteriologă, era originară din Grecia.
Fleming a decedat la 11 martie 1955, în urma unei puternice „răceli”, cu febra ridicată și slăbirea organismului, refuzând ajutor medical. A fost îngropat alături de lordul Nelson, la catedrala Saint Paul.

## Contribuții
Fleming este adoptat în colectivul științific al profesorului Almroth Wright, specialist în domeniul patologiei și pionier în domeniul imunologiei unde  efectuează cercetări asupra leprei, ciumei, și a altor boli, dar, din lipsa voluntarilor pe care să experimenteze, testează vaccinurile pe el și pe familia sa.
Observând modul în care rănile soldaților din primul război mondial sunt tratate, Fleming constată că mijloacele folosite atunci pentru dezinfectarea și curățirea rănilor provoacă adesea urmări mult mai grave. Analizând problema împreună cu profesorul Wright, cei doi specialiști ajung la concluzia că aceste mijloace reduc capacitatea naturală de apărare a organismului. Fleming a decis să găsească un dezinfectant care să nu slăbească sistemul imunitar al pacientului și a reînceput să studieze bacteriile. Plecând în vacanță în anul 1928, el a neglijat în laborator o cutie Petri cu o bacterie cauzatoare de abcese cultivată pe ea. Când s-a întors, în cutie apăruseră colonii de mucegai care au distrus bacteriile din jurul lor. Acest mucegai,  Penicillium notatum, de unde și numele penicilinei, părea a fi mai eficient decât fenolul și, savanții britanici Florey și Chain l-au folosit pentru tratarea infecțiilor, confirmând rezultatele cercetărilor lui Fleming cu mostra lui de mucegai. În timpul celui de al doilea război mondial, ei au folosit medicamentul pe scară mică, deoarece obținerea extractului de mucegai purificat era foarte costisitoare.
În timpul atacurilor aeriene asupra Londrei, Florey și Chain au cultivat și purificat penicilina și i-au informat și pe americani despre studiile efectuate și despre efectele penicilinei, iar aceștia au declanșat producția penicilinei pe scară largă. 
În anul 1945 Florey, Chain și Fleming au primit Premiul Nobel pentru Fiziologie și Medicină, pentru descoperirea penicilinei.
În anul 1921 Fleming a mai descoperit și o altă substanță, „lizozimul”, o enzimă naturală antibacteriană. În cazul lizozimului, descoperirea a venit în urma cercetărilor efectuate asupra propriilor mucozități. Această substanță apare în secrețiile omului dar și în afara organismului uman. Fleming nu a reușit să separe „lizozimul” în stare pură și, după publicarea rezultatelor cercetării sale, Lizozimul a fost extras de către un alt savant.

## Apreciere și recunoștință
Alexander Fleming a fost foarte apreciat în Anglia până la sfârșitul vieții pentru descoperirea sa. În anul 1944, lui Fleming i s-a acordat distincția de Sir, iar un an mai târziu a devenit membru al Royal Society.